# 但汉源
但汉源（1942年10月—）湖北蒲圻人，毕业于华中师范大学，曾担任中国翻译协会第三届理事、中国文学翻译研究会理事、武汉翻译协会副会长、湖北省高校翻译研究会副会长兼秘书长，其知名译著是《嘉莉妹妹》。

## 生平
1942年，但汉源出生在湖北省蒲圻市。1964年，但汉源从华中师范大学毕业并且留校任教。1990年，但汉源接到哈德曼的邀请去英国进修，担任研究员。1992年，但汉源出席了国际莎士比亚研讨会。1994年，但汉源出席国际外语教学研讨会。

## 著作

### 专著
- 《英汉翻译理论与技巧》
- 《翻译基础：原理与方法》
- 《英语惯用词典》

### 译著
- 美国西奥多·德莱赛. . 长沙市: 湖南文艺出版社. 1995年. ISBN 7-5404-1640-8 （中文（简体））.
- 英国D·H·劳伦斯. . 广州市: 花城出版社. 1999年. ISBN 9787536028166 （中文（简体））.